# UNAFUT
L'UNAFUT (nome abbreviato di Unión de Clubes de Fútbol de la Primera División), è un'associazione sportiva senza fini di lucro che nasce nell'anno 1999 con l'esigenza di cambiare le modalità dei campionati di calcio in Costa Rica.

## Storia
Nel 1999 si ristruttura totalmente la Federación Costarricense de Fútbol (FEDEFUTBOL), la quale fu fondata nell'anno 1921 da un gruppo di club (tra essi Liga Deportiva Alajuelense, Club Sport Cartaginés, Club Sport Herediano, Club Sport La Libertad, Gimnástica Española e Gimnástica Limonense). A partire da quel momento nascono la Liga de Primera División, Segunda División, Fútbol Aficionado, Fútbol Femenino, Fútbol Sala e Fútbol Playa. Tutte esse costituiscono l'Asamblea de la Federación Costarricense de Fútbol che è diretta da un Comitato Esecutivo.
Da qui nasce l'UNAFUT che si incarica principalmente di organizzare ed amministrare il campionato di Primera División, Alto Rendimiento e Juvenil Especial. Le sue principali funzioni sono promuovere e sviluppare la pratica del calcio in tutto il territorio nazionale, in competizioni sportive a livello nazionale o internazionale e promuovere l'organizzazione di attività sportive a livello nazionale, ufficiali o non ufficiali.

## Struttura[1]
L'UNAFUT è costituita da un'Assemblea Generale che comprende i rappresentanti dei dodici club della Primera División. Detta Assemblea è delegata in un Consiglio Direttivo composto da 5 membri e 2 pubblici ministeri, organizza ed amministra la Primera División. Si riunisce di norma una volta a settimana.
Internamente l'UNAFUT è composta da vari organi e personale amministrativo. Questi organi sono i Comitati di Competizione, il Tribunale Disciplinare ed il Tribunale di Conflitti ed Appelli (Tricoa), ognuno con funzioni specifiche.
Il Comitato di Competizione è integrato da 5 membri titolari e 2 supplenti e si dedica a dirigere gli aspetti competitivi del campionato, tra essi: l'iscrizione dei giocatori, campi, uniformi; programma e riprogramma le partite stabilite nel calendario e conferma la sede, ora e giorno di ognuna di esse. Questo comitato riporta i dati statistici ed assegna i punti corrispondenti con i quali si genera la classifica. Si riunisce ordinariamente una volta a settimana.
Il Tribunale Disciplinare è integrato da 3 membri titolari e 2 supplenti e si dedica ad imporre le sanzioni sportive ed economiche al termine delle partite di calcio. Tali sanzioni sono applicabili a giocatori, delegati di campo, membri dello staff tecnico, dirigenti e personale amministrativo in conformità con la relazione dell'arbitro. Si riunisce regolarmente ogni volta che si realizza una giornata calcistica.
Il Tricoa è integrato da 3 membri titolari e 3 supplenti. È l'organo giurisdizionale che riceve, analizza, studia e risolve i ricorsi per conflitti generati tra i soci, così come per inadempimento di contratti e questioni di indole monetario, così come le sentenze emesse dal Comitato di Competizione ed il Tribunale Disciplinare. Si riunisce ordinariamente una volta a settimana e le sue sentenze non hanno ulteriore appello.
Tutta questa struttura è basata nel suo personale amministrativo che si incarica di inoltrare tutta la documentazione generata a differenti enti, come soci, Federazione, stampa, Commissione di Arbitraggio e pubblico in generale.